# Christian Cooke (Tontechniker)
Christian T. Cooke ist ein Tontechniker.

## Leben
Cooke begann seine Karriere im Filmstab 1979 bei der Postproduktion des Dramas Pferdelady von Regisseur Eric Till. In den 1980er Jahren blieb er bisweilen ohne Namensnennung im Abspann. Er arbeitete häufig mit Regisseur David Cronenberg, unter anderem bei Extrem … mit allen Mitteln, A History of Violence, Tödliche Versprechen – Eastern Promises und Maps to the Stars. Neben seiner Tätigkeit für die große Leinwand arbeitete er auch für Fernsehproduktionen, für sein Wirken war er zwei Mal für den Emmy nominiert, den er 2012 für die Miniserie Hatfields & McCoys gewinnen konnte.
2018 war Cooke für Guillermo del Toros Fantasydrama Shape of Water – Das Flüstern des Wassers zusammen mit Glen Gauthier und Brad Zoern für den Oscar in der Kategorie Bester Ton nominiert, die Auszeichnung ging in diesem Jahr jedoch an Christopher Nolans Kriegsfilm Dunkirk. Für Shape of Water – Das Flüstern des Wassers war er im selben Jahr auch für den BAFTA-Film-Award-Nominierung in der Kategorie Bester Ton nominiert, auch hier ging er jedoch leer aus.

## Filmografie (Auswahl)
- 1987: Hamburger Hill
- 1988: Gorillas im Nebel (Gorillas in the Mist)
- 1993: Kuck mal, wer da jetzt spricht (Look Who’s Talking Now)
- 1994: Die goldenen Jungs (City Slickers II: The Legend of Curly’s Gold)
- 1995: Dolores (Dolores Claiborne)
- 1996: Extrem … mit allen Mitteln (Extreme Measures)
- 2005: A History of Violence
- 2007: Tödliche Versprechen – Eastern Promises (Eastern Promises)
- 2011: Eine dunkle Begierde (A Dangerous Method)
- 2014: Maps to the Stars
- 2015: Forsaken
- 2015: Auferstanden (Risen)
- 2017: Shape of Water – Das Flüstern des Wassers (The Shape of Water)
- 2018: Padre (The Padre)
- 2021: Nightmare Alley

## Nominierungen
- 2018: Oscar-Nominierung in der Kategorie Bester Ton für Shape of Water – Das Flüstern des Wassers
- 2018: BAFTA-Film-Award-Nominierung in der Kategorie Bester Ton für Shape of Water – Das Flüstern des Wassers